# 伯隆尤特庫
伯隆尤特庫（Bolon Yokte' K'uh）是馬雅七位創世神明之一。在馬雅遺址托圖傑洛的一塊石頭碎片上有詳細的敘述：祂與馬雅曆的大週期的開始與結束有關。祂通常與其他六位創世神明一起出現。特徵是脖子上纏著繩子，這是戰俘的象徵。祂同時也是衝突和天災之神。祂會在2012年12月21日降臨神廟。

## 相關
- 2012年瑪雅預言
- 馬雅曆